# Carl Garré
Carl Alois Philipp Garré (Ragaz, 1857 – La Orotava, 1928) è stato un medico svizzero.
Iniziò gli studi al Politecnico federale di Zurigo per poi cambiare facoltà e studiare medicina presso l'università di Berna e di Lipsia, si laureò nel 1883 con Emil Theodor Kocher come relatore. 
Docente all'università di Bonn, scrisse nel 1903 un trattato sulla chirurgia del polmone con Heinrich Quincke.

## Pubblicazioni
Elenco non esaustivo
- Über Drüsentuberkulose und die Wichtigkeit frühzeitiger Operation. J.B. Hirschfeld, Lipsia 1883 (Tesi - Università di Berna 1883)
- Grundriss der Lungenchirurgie. Jena 1903, con Heinrich Quincke
- Nierenchirurgie: ein Handbuch für Praktiker. S. Karger, Berna 1907, con Oskar Ehrhardt
- Lehrbuch der Chirurgie. Vogel, Lipsia 1920, con August Borchard
- Therapie innerer Krankheiten. 2 volumi, G. Fischer, Jena 1911, con Paul Krause